# پل قوسی بتنی رنگین کمان مارش
پل قوسی بتنی رنگین کمان مارش (به انگلیسی: Marsh Concrete Rainbow Arch Bridge) یک پل قوسی و از جنس بتن مسلح است که روی رودخانه لیتل کاتنوود (به انگلیسی: Little Cottonwood River) در شهرک کمبریا (به انگلیسی: Cambria Township)، شهرستان بلو ارث (به انگلیسی: Blue Earth County) درمینسوتا (به انگلیسی: Minnesota) است. 

## اماکن تاریخ
پل مذکور در اداره ثبت ملی اماکن تاریخی (به انگلیسی: National Register of Historic Places) ثبت شده‌است. این پل، از آن زمان که به پل دیگری در شرق منتقل شده‌است، دیگر ترافیکی را حمل نمی‌کند.

## تاریخچه
این پل توسط جیمز بارنی مارش (به انگلیسی: James Barney Marsh) طراحی شده و در سال ۱۹۱۱ ساخته شده‌است، در همان سالی که او برای طراحی قوس رنگین کمان خود تقاضای ثبت حق انحصاری وامتیاز نامه کرد. 

## ساختار
طراحی وی دارای دو عضو قوسی است، در هر طرف پل یکی، که از قسمت بالای عرشه پل به سمت بالا می‌روند؛ و عرشه پل از این قوس‌ها بوسیله اتصالات عمودی معلق است. رانندگان تاج‌های طاق رنگین کمان را از هر طرف، شبیه به عبور از یک پل خرپایی کوچک، مشاهده می‌کنند. 

## موقعیت
این پل بر فراز رودخانه لیتل کاتنوود، یکی از قدیمی‌ترین طاقهای رنگین کمان در این کشور است. متأسفانه، با افزایش جریان ترافیک و بزرگتر شدن ماشین آلات کشاورزی، بسیاری از پل‌های با طرح‌های قوسی رنگین کمان مارش منسوخ شدند، زیرا آنها نمی‌توانند عریض شوند. تنها پل قوسی رنگین کمان مارش در مینه سوتا باقی مانده‌است.